# 純粉蝶屬
 純粉蝶屬（学名：Ascia） 是粉蝶科粉蝶族下的一个屬, 分布于新大陸, 北于美国东西两岸, 南至阿根廷。
此屬为单种屬，其下僅有一种Ascia monuste，约八个亚种。